# Постільйоне
Постільйоне (італ. Postiglione) — муніципалітет в Італії, у регіоні Кампанія, провінція Салерно.
Постільйоне розташоване на відстані близько 280 км на південний схід від Рима, 90 км на схід від Неаполя, 45 км на схід від Салерно.
Населення — 2180 осіб (2014).
Щорічний фестиваль відбувається 31 липня. Покровитель — San Giorgio e San Nicola.

## Демографія
Населення за роками:

Станом на 1 січня 2023 року в муніципалітеті офіційно проживало 76 іноземців з 13 країн, серед них 33 громадяни країн Євросоюзу та 13 громадян України.

## Сусідні муніципалітети
- Альтавілла-Сілентіна
- Кампанья
- Кастельчивіта
- Контроне
- Контурсі-Терме
- Серре
- Січиньяно-дельї-Альбурні